# Campionato libanese di calcio
Il campionato libanese di calcio è un insieme di tornei calcistici istituiti dalla Federazione calcistica del Libano.

## Struttura
Le competizioni facenti parte del sistema si differenziano per il numero di squadre iscritte, ma adottano un regolamento comune che vede le squadre partecipanti affrontare ogni compagine del raggruppamento di appartenenza due volte, una presso il proprio campo e l'altra presso quello dell'avversaria, con uno svolgimento detto girone all'italiana. Per ogni squadra vincitrice sono assegnati tre punti, per la perdente zero e in caso di parità viene assegnato un punto ciascuna.

### Primo livello
Il massimo livello del campionato, denominata Prima Divisione, include nei propri quadri dodici squadre. La squadra che ottiene il maggior numero di punti riceve il titolo di campione del Libano e ha diritto a partecipare alla Coppa dell'AFC; le due squadre che ottengono il minor numero di punti retrocedono nel secondo livello.

### Secondo livello
Il secondo livello del campionato, la Seconda Divisione, vede ai nastri di partenza quattordici squadre, ripartite in due gironi. Per ogni raggruppamento, le prime classificate ottengono l'accesso alla Lebanese Premier League, mentre le ultime scendono di categoria.

### Terzo livello
Il terzo livello del campionato, denominato Terza Divisione, include nei propri quadri tre gruppi da otto squadre ciascuno.

### Quarto livello
Le squadre partecipanti al quarto livello del campionato, denominato Quarta Divisione, sono ripartite in gironi a seconda del governatorato di appartenenza. Le prime classificate di ciascun raggruppamento ottengono la promozione nel terzo livello.

### Quinto livello
Il quinto livello del campionato, la Quinta Divisione, è composta da tre divisioni separati su una base geografica. Ci sono quattro gruppi in totale, con circa 6 squadre per gruppo.